# Saint-Michel-en-Brenne
Saint-Michel-en-Brenne ist eine französische Gemeinde mit 318 Einwohnern (Stand 1. Januar 2022) im Département Indre in der Region Centre-Val de Loire. Sie gehört zum Arrondissement Le Blanc und zum Kanton Le Blanc.

## Geographie
Saint-Michel-en-Brenne liegt im Regionalen Naturpark Brenne (frz.: Parc naturel régional de la Brenne), etwa 40 Kilometer westlich von Châteauroux. An der südlichen Gemeindegrenze verläuft der Fluss Cinq Bondes. Nachbargemeinden von Saint-Michel-en-Brenne sind Azay-le-Ferron im Norden und Nordwesten, Paulnay im Norden, Mézières-en-Brenne im Osten, Migné im Südosten, Rosnay im Süden, Lingé im Süden und Südwesten sowie Martizay im Westen.

## Bevölkerungsentwicklung
| 1962                      | 1968 | 1975 | 1982 | 1990 | 1999 | 2006 | 2013 |
| ------------------------- | ---- | ---- | ---- | ---- | ---- | ---- | ---- |
| 492                       | 449  | 413  | 401  | 346  | 308  | 319  | 322  |
| Quelle: Cassini und INSEE |      |      |      |      |      |      |      |

## Sehenswürdigkeiten
- Kloster Saint-Cyran-en-Brenne, ursprünglich aus dem 7. Jahrhundert

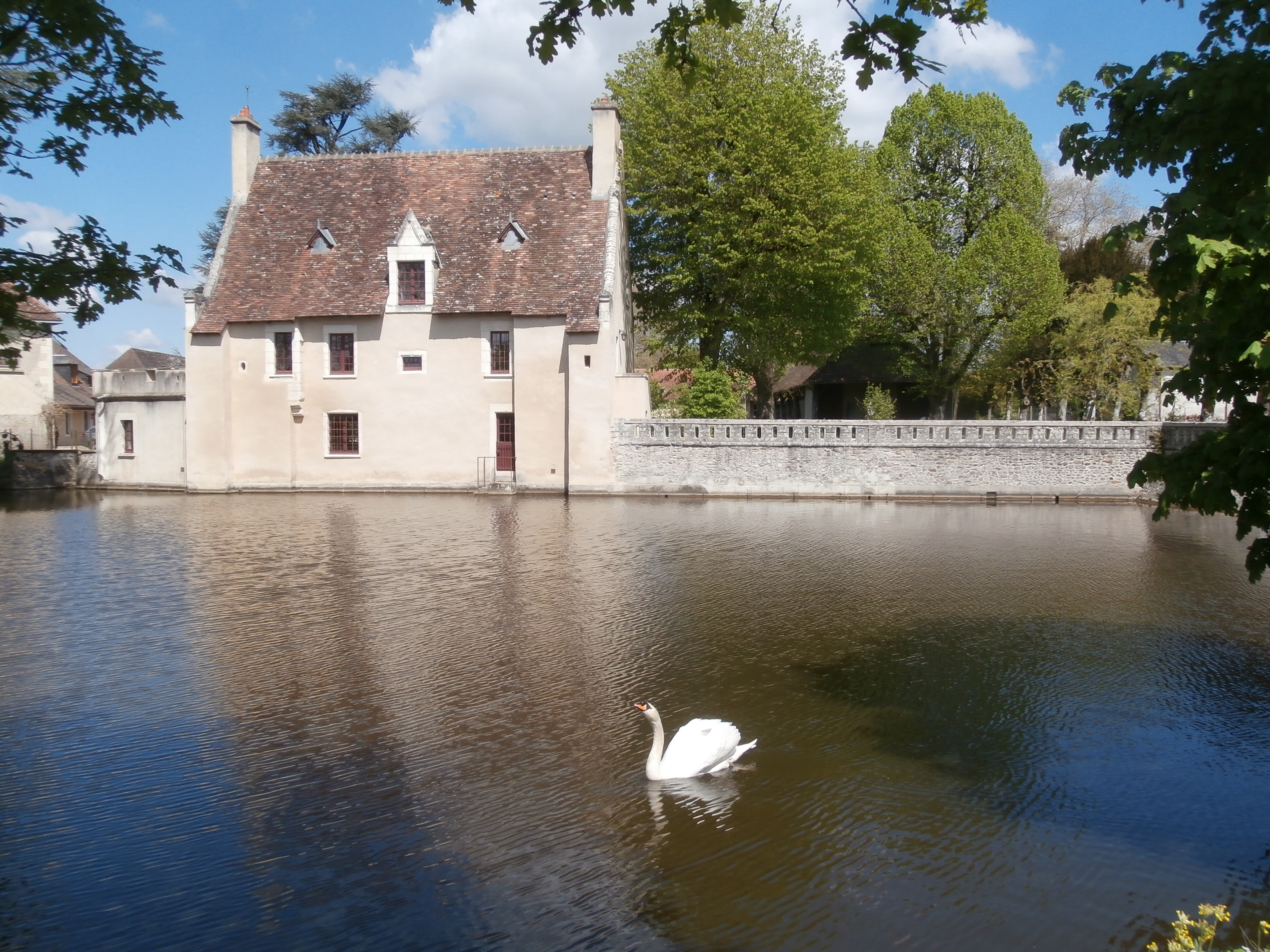
Kloster Saint-Cyran-en-Brenne

- Kirche